# Steven Peterson
Steven Peterson (Redondo Beach, 29 de maio de 1990) é um lutador estadunidense de artes marciais mistas e foi o campeão e detentor do cinturão do peso-galo do Legacy Fighting Championship, até a organização fundir-se com o RFA.

## Background
Peterson nasceu em Redondo Beach e cresceu em Los Angeles, e se envolvia em brigas de rua desde garoto. Peterson conta que, em uma determinada noite de sexta-feira, lutou com um garoto que parecia ter uma resposta para tudo o que ele faz hoje. Depois dessa luta, ele descobriu onde o garoto estava treinando e se inscreveu. Só levou 30 dias para ele realizar sua primeira luta amadora. Ele perdeu essa luta por decisão, e percebeu que se fosse continuar a carreira, teria que levar seus treinos a sério. Então, ele começou a gastar mais tempo na academia, treinando mais, já que queria fazer o que fosse necessário para ser um lutador profissional. Sua estreia no MMA profissional ocorreu em 2010.

## Carreira no MMA
Peterson é membro da Octagon MMA, seu treinador é Sayif Saud. Treina Jiu-jítsu brasileiro com o professor Pedro Mello, na Atos North Dallas, Muay Thai com Arjan Carlos Moreno, na American Muay Thai Association, e força e condicionamento com o Treinador Dave Masi, no Crossfit 380.
Logo após compilar um cartel de 5-1, com a última vitória sendo uma finalização em Alex Russ, ele assinou com o Legacy Fighting Championship, em 2011.

### Legacy Fighting Championship
Peterson fez sua estreia na promoção contra Steve Garcia, em 16 de setembro de 2011, no LFC 8. Ele venceu a luta por finalização, com uma guilhotina no primeiro round.
Após sua estreia, Peterson fez uma luta no Bellator MMA, no Bellator 62, enfrentando Chris Jones, em 23 de março de 2012. Peterson perdeu a luta por decisão dividida.
Peterson acumulou duas vitórias seguidas no LFC, e arruinou duas derrotas consecutivas. Com esse retrospecto ruim, ele fez uma luta de redenção no XKO 19, pelo cinturão peso-galo do XKO, enfrentando o americano Nelson Salas, em 17 de agosto de 2012. Ele venceu por nocaute técnico no quarto round, ganhou o cinturão e vagou o título para voltar ao Legacy.
Após quatro vitórias seguidas, Peterson foi escalado para enfrentar o americano Manny Vazquez, em 24 de junho de 2016, no LFC 56, pelo cinturão peso-galo da organização, e o finalizou aos 3:08 do quarto round com um mata-leão, sagrando-se campeão.
Em 13 de janeiro de 2017, Peterson enfrentou o ex-campeão peso-galo do RFA, Leandro Higo, no evento principal do LFA 1, valendo a unificação do cinturão peso-galo da nova organização, já que o LFC e o RFA foram unidos em uma só organização, o LFA. Peterson foi derrotado por decisão unânime.

## Cartel do MMA
| Cartel no MMA   |             |             |
| 29 lutas        | 19 vitórias | 10 derrotas |
| Por nocaute     | 5           | 1           |
| Por finalização | 8           | 0           |
| Por decisão     | 6           | 9           |

| Res.    | Cartel | Oponente          | Método                           | Evento                                     | Data       | Round | Tempo | Local                | Notas |
| ------- | ------ | ----------------- | -------------------------------- | ------------------------------------------ | ---------- | ----- | ----- | -------------------- | --- |
| Derrota | 19-10  | Julian Erosa      | Decisão (dividida)               | UFC Fight Night: Hermansson vs. Strickland | 05/02/2022 | 3     | 5:00  | Las Vegas, Nevada    | |
| Vitória | 19-9   | Chase Hooper      | Decisão (unânime)                | UFC 263: Adesanya vs. Vettori              | 12/06/2021 | 3     | 5:00  | Glendale, Arizona    | |
| Vitória | 18-9   | Martín Bravo      | Nocaute (Soco Rodado)            | UFC Fight Night: Rodríguez vs. Stephens    | 21/09/2019 | 2     | 1:31  | Cidade do México     | Performance da Noite.                                                                                              |
| Derrota | 17-9   | Alex Caceres      | Decisão (unânime)                | UFC on ESPN: dos Anjos vs. Edwards         | 20/07/2019 | 3     | 5:00  | San Antonio, Texas   | |
| Derrota | 17-8   | Luis Peña         | Decisão (unânime)                | UFC Fight Night: Thompson vs. Pettis       | 23/03/2019 | 3     | 5:00  | Nashville, Tennessee | Peso Casado (148.5 lbs). Peña não bateu o peso.                                                                    |
| Vitória | 17-7   | Matt Bessette     | Decisão (dividida)               | The Ultimate Fighter: Undefeated Finale    | 06/07/2018 | 3     | 5:00  | Las Vegas, Nevada    | |
| Derrota | 16-7   | Brandon Davis     | Decisão (unânime)                | UFC Fight Night: Cowboy vs. Medeiros       | 18/02/2018 | 3     | 5:00  | Austin, Texas        | Estreia no UFC; Luta da Noite.                                                                                     |
| Vitória | 16-6   | Dustin Winter     | Nocaute Técnico (socos)          | LFA 28-Jackson vs. Luna                    | 08/12/2017 | 2     | 2:38  | Dallas, Texas        | |
| Derrota | 15-6   | Benito Lopez      | Decisão (dividida)               | DWCS-Dana White's Contender Series 7       | 22/08/2017 | 3     | 5:00  | Las Vegas, Nevada    | |
| Vitória | 15-5   | Ryan Hollis       | Finalização (mata leão)          | LFA 16: Bedford vs. Flick                  | 14/07/2017 | 2     | 1:43  | Dallas, Texas        | |
| Derrota | 14-5   | Leandro Higo      | Decisão (unânime)                | LFA 1: Peterson vs. Higo                   | 13/01/2017 | 5     | 5:00  | Dallas, Texas        | Pelo Cinturão Peso Galo Inaugural do LFA e Unificação do Cinturão Peso Galo do LFC e Cinturão Peso Galo do do RFA. |
| Vitória | 14-4   | Manny Vazquez     | Finalização técnica (mata leão)  | LFC 56 - Legacy Fighting Championship 56   | 24/06/2016 | 4     | 3:08  | Dallas, Texas        | Ganhou o cinturão peso-galo do LFC.                                                                                |
| Vitória | 13-4   | Irwin Rivera      | Decisão (unânime)                | LFC 46 - Legacy Fighting Championship 46   | 02/10/2015 | 3     | 5:00  | Allen, Texas         | |
| Vitória | 12-4   | Caio Machado      | Finalização (guilhotina)         | LFC 38 - Legacy Fighting Championship 38   | 13/02/2015 | 1     | 3:55  | Allen, Texas         | |
| Vitória | 11-4   | Ray Rodriguez     | Decisão (unânime)                | LFC 33 - Legacy Fighting Championship 33   | 18/07/2014 | 3     | 5:00  | Allen, Texas         | Luta no peso-pena.                                                                                                 |
| Vitória | 10-4   | Ray Rodriguez     | Nocaute Técnico                  | LFC 28 - Legacy Fighting Championship 28   | 21/02/2014 | 2     | N/A   | San Antonio, Texas   | Luta no peso-pena.                                                                                                 |
| Vitória | 9-4    | Nelson Salas      | Nocaute Técnico (socos)          | XKO - Xtreme Knockout 19                   | 17/08/2013 | 4     | 1:58  | Dallas, Texas        | Ganhou o cinturão peso-galo do XKO.                                                                                |
| Derrota | 8-4    | George Pacurariu  | Nocaute (soco)                   | LFC 19 - Legacy Fighting Championship 19   | 12/04/2013 | 1     | 3:42  | Allen, Texas         | |
| Derrota | 8-3    | Matt Hobar        | Decisão (majoritária)            | LFC 16 - Legacy Fighting Championship 16   | 14/12/2012 | 3     | 5:00  | Allen, Texas         | |
| Vitória | 8-2    | Cody Williams     | Finalização (omoplata)           | LFC 14 - Legacy Fighting Championship 14   | 14/09/2012 | 2     | 4:46  | Houston, Texas       | Peso casado (140 lbs).                                                                                             |
| Vitória | 7-2    | Matt Hobar        | Nocaute Técnico (lesão no braço) | LFC 13 - Legacy Fighting Championship 13   | 17/08/2012 | 1     | 4:04  | Dallas, Texas        | Voltou ao peso-galo.                                                                                               |
| Derrota | 6-2    | Chris Jones       | Decisão (dividida)               | Bellator 62                                | 23/03/2012 | 3     | 5:00  | Laredo, Texas        | Luta no Peso Pena.                                                                                                 |
| Vitória | 6-1    | Steve Garcia      | Finalização (guilhotina)         | LFC - Legacy Fighting Championship 8       | 16/09/2011 | 1     | 1:40  | Houston, Texas       | Estreia no peso-galo.                                                                                              |
| Vitória | 5-1    | Alex Russ         | Finalização (mata leão)          | XKO - Xtreme Knockout 11                   | 23/07/2011 | 1     | 1:57  | Arlington, Texas     | |
| Vitória | 4-1    | Doug Frey         | Decisão (majoritária)            | XKO - Xtreme Knockout 10                   | 09/04/2011 | 4     | 1:11  | Arlington, Texas     | |
| Vitória | 3-1    | Quaint Kempf      | Nocaute Técnico (socos)          | XKO - Xtreme Knockout 9                    | 29/01/2011 | 1     | 0:24  | Arlington, Texas     | |
| Derrota | 2-1    | Brad Mitchell     | Decisão (unânime)                | XKO - Xtreme Knockout 8                    | 09/10/2010 | 3     | 3:00  | Arlington, Texas     | |
| Vitória | 2-0    | Ernest De La Cruz | Decisão (unânime)                | Bellator 27                                | 02/09/2010 | 3     | 3:00  | San Antonio, Texas   | |
| Vitória | 1-0    | Marcus Dupar      | Finalização (chave de braço)     | TCF - Puro Combate 1                       | 04/08/2010 | 3     | 2:26  | Houston, Texas       | Estreia no MMA. |